# Anuchin (cràter)
Anuchin és un cràter d'impacte lunar que es troba en l'hemisferi sud de la cara oculta de la Lluna. Es localitza al sud del cràter de major grandària Lamb, i al nord-nord-oest del cràter Kugler.
La vora de Anuchin roman definida relativament nítida, encara que ha estat sotmesa a desgast a causa d'impactes posteriors. El cràter satèl·lit Anuchin L se situa just en el bord sud, però sense sense arribar a tallar del tot la paret exterior. El pis interior gairebé no presenta trets distintius, sense pic central en el punt mitjà i només uns pocs cràters minúsculs. Però no posseeix el to més fosc de l'interior d'un cràter produït pels fluxos de lava.

## Cràters satèl·lit
Per convenció aquests elements són identificats en els mapes lunars posant la lletra al costat del punt mitjà del cràter que està més prop d'Anuchin.
|                                        | \| Anuchin \| Coordenades \| Diàmetre \| \| -------------------------------------- \| -------------------------------------- \| -------- \| \| B \| 46° 42′ S, 103° 18′ E / 46.7°S,103.3°E \| 24 km \| \| 50° 12′ S, 101° 42′ E / 50.2°S,101.7°E \| 15 km \| \| \| 51° 36′ S, 99° 36′ E / 51.6°S,99.6°E \| 33 km \| \| \| 51° 06′ S, 98° 18′ E / 51.1°S,98.3°E \| 50 km \| \| \| 48° 06′ S, 99° 36′ E / 48.1°S,99.6°E \| 15 km \| \| |          |
| Anuchin                                | Coordenades | Diàmetre |
| B                                      | 46° 42′ S, 103° 18′ E / 46.7°S,103.3°E | 24 km    |
| 50° 12′ S, 101° 42′ E / 50.2°S,101.7°E | 15 km |          |
| 51° 36′ S, 99° 36′ E / 51.6°S,99.6°E   | 33 km |          |
| 51° 06′ S, 98° 18′ E / 51.1°S,98.3°E   | 50 km |          |
| 48° 06′ S, 99° 36′ E / 48.1°S,99.6°E   | 15 km |          |